# Іриней Готра-Дорошенко
о. Іриней Готра-Дорошенко ЧСВВ (у світі Іван, 31 серпня 1890, Руда, нині Рогатинський район — 24 грудня 1973, Ґлен-Ков, США) — чернець ЧСВВ, священник УГКЦ, педагог, бандурист, релігійний діяч. Особистий секретар митрополита Андрея Шептицького, ігумен Бучацького та Підгорецького монастирів ЧСВВ. Довголітній префект (настоятель) Місійного інституту імені святого Йосафата.

## Життєпис
Народився 31 серпня 1890 року в с. Руда (тоді, Королівство Галичини та Володимирії, Австро-Угорщина, нині Івано-Франківський район, Івано-Франківська область, Україна).
Навчався в Бережанській гімназії.
Якийсь час був особистим секретарем митрополита Андрея Шептицького; разом із ним у 1914 році під час Першої світової війни був вивезений московським окупантами, перебували в монастирській в'язниці.
Професор у Бучацькій гімназії часів ЗУНР з 16 березня 1919 року. Висвячений 18 квітня 1920 року. Ігумен Бучацького монастиря ЧСВВ у 1920-х роках, Довголітній префект Місійного інституту імені святого Йосафата, проводив, зокрема, виховні години. Єдиний з отців-викладачів мешкав у одному приміщенні з учнями. Працював у секретаріаті ЧСВВ в 1932–36 роках.
Ігумен Підгорецького монастиря у 1944 році. Після повторної анексії Галичини більшовиками заарештований. Засуджений у 1945 році та відправлений до Сибіру, де потрапив на каторжні роботи в шахтах, каменоломнях. У 1955 році звільнений, переїхав до Польщі у 1960 році, звідти — до США.
Від 1962 року проживав у США, тут познайомився з бандуристом Василем Ємцем, в якого придбав інструмент, навчився грати і став добрим бандуристом. Учасник та член Почесної Президії З'їзду Бучачан в Українському Народному Домі м. Рочестера, (США, одним з організаторів був Роман Барановський) 30 травня — 1 червня 1969 р.. 1 червня разом з о. Петром Мельничуком, о.-д-ром Мелетієм Соловієм провели вдячне Богослужіння у церкві святого Богоявлення.
Помер 24 грудня 1973 року в м. Ґлен-Ков, Нью-Йорк, США. Похований на українському католицькому цвинтарі Святого Духа в Кампбелл-Голл (Гемптонбурґ, округ Оранж, штат Нью-Йорк).